# Gunther Levi
Gunther Levi, artiestennaam van Gunter De Batselier (Reet, 16 april 1976), is een Belgische zanger en acteur.

## Biografie

### Muziekcarrière
Aan het einde van de jaren tachtig vormde Gunther Levi een duo met een van zijn drie zussen om mee te doen aan de Mini-playbackshow van Henny Huisman. Verkleed als John Travolta en Olivia Newton-John brachten ze het nummer You're the One That I Want, waarmee ze uiteindelijk de eerste prijs in de wacht sleepten. Vervolgens deed Levi aan het begin van de jaren negentig tweemaal mee aan het VTM-programma de Soundmixshow; eerst met het nummer I'm gonna knock on your door en daarna met Samen uit, samen thuis van Sam Gooris. Beide keren slaagde hij er echter niet in de finale te bereiken.
Levi volgde een opleiding aan de Showbizzschool in Oostende en trad tijdens concerten van Eddy Wally op in diens voorprogramma. In 1992 verscheen zijn debuutsingle Wie kan me zeggen, geschreven door Fred Limpens en gecomponeerd door Gilbert De Nockere. Het nummer sloeg echter niet aan en de tweede single Desirée evenmin. Een eerste hitje had Levi in 1994 met Ik ben verliefd op jou (oorspronkelijk van Paul Severs), waarmee hij optrad in de populaire televisieshow 10 om te zien. Hij behaalde er een notering mee in de Vlaamse Top 10 en werd bij Radio 2 Zomerhit winnaar in de categorie 'Beste solodebuut'. In datzelfde jaar boekte hij ook successen met de singles Meer dan sympathie (origineel van Ignace Baert) en Meisje van hierboven (voor hem geschreven door Paul Severs).
In 1995 verscheen Levi's debuutalbum Levensdroom. Met het nummer Vandaag deed hij in 1996 mee aan De Gouden Zeemeermin, de Belgische voorronde voor het Eurovisiesongfestival van dat jaar. Hij werd vroegtijdig uitgeschakeld, maar scoorde kort daarna wel een hit met Zonder woorden, die 13 weken genoteerd stond in de Vlaamse Ultratop 50. Een volgend succes volgde in de zomer van 1998 met de single Iedereen heeft iemand nodig, waarna zijn gelijknamige tweede album verscheen.
Door collega-acteurs Chris Van Tongelen en Davy Gilles, met wie hij deel uitmaakte van de cast van Familie, werd Levi in 2003 gevraagd om met elkaar een muziekgroep op te richten. Sindsdien vormen zij De Romeo's en treden ze veelvuldig op. De Romeo's scoorden verschillende nummer 1-hits in de Vlaamse Top 10 en namen in 2017 een speelfilm op (H.I.T.).

### Acteercarrière
In 1995 kreeg Gunther Levi een rol in de jongerensoap Wat nu weer?!, die hij enkele jaren zou spelen. In 1997 sprak hij de stem in van Dimitri in de animatiefilm Anastasia en acteerde hij in de succesvolle musical Pallieter. Nadat hij enige tijd had meegespeeld in de Nederlandse soap Goede tijden, slechte tijden, kreeg hij in 1999 een rol in de Vlaamse soap Familie. Hij zou er het personage Peter Van den Bossche gedurende 23 jaar blijven vertolken. In 2021 werden zowel Levi als actrice Martine Jonckheere – die de rol van Peters moeder Marie-Rose De Putter vertolkte – ontslagen, wat in Vlaanderen de nodige media-aandacht teweegbracht.
Naast zijn activiteiten als televisieacteur bleef Levi door de jaren heen ook in het theater actief. Zo speelde hij onder meer de titelrol in de musical Aladdin (2001–2002) en was hij te zien in Grease en enkele producties van het Echt Antwaarps Teater.

### Politiek
Onder zijn echte naam was Gunther Levi in 2024 kandidaat bij de gemeenteraadsverkiezingen in Hulshout, voor de partij Hulshout op Punt. Hij raakte niet verkozen.

### Privéleven
Gunther Levi had vanaf midden jaren negentig een relatie met actrice Chadia Cambie, met wie hij destijds samenspeelde in Wat nu weer?!. Daarna had hij een relatie met actrice Silvia Claes, die ook lange tijd zijn vrouw speelde in de soap Familie. Het koppel kreeg een zoontje in maart 2004 en besloot in februari 2009 als vrienden uit elkaar te gaan. Daarna werd zijn levenspartner Charlotte Nollet; ze kregen een zoon en een dochter en trouwden in 2016.

## Carrière-overzicht

### Televisie
- Wat nu weer?! - als Mark Erkenraad (1995–1998)
- Goede tijden, slechte tijden - als Riche Eduards (1998–1999)
- Familie - als Peter Van den Bossche (1999–2022, 2024)
- Costa! - als manager van Desire (2001)
- #LikeMe - als Olivier Dubois (2019–2023)

### Films
- Anastasia (1997) - stem van Dimitri
- H.I.T. (2017) - als zichzelf

### Shows
- Super 50 (1995)
- De Gouden Zeemeermin (1996)
- Het Swingpaleis (2001)

### Theater
- Orpheus Descending (2000)
- Moord (2000)
- Protocol (2002)
- Kontente venten (2006, Echt Antwaarps Teater)
- Blind vertrouwen (2007, Echt Antwaarps Teater)
- Kerstekinderen  (2021–2022, Sven De Ridder Company)
- Gaston & Leo Hommagemusical (2024 BackstageCompany)
- Christmas Comeback (2024–2025, Sven De Ridder Company)

### Musicals
- Aladdin
- Eenzaam zonder jou
- Fiddler on the Roof
- Pallieter
- Grease

## Discografie
- Zie De Romeo's voor de discografie die Gunther Levi uitbracht als lid van deze groep.

### Albums
- Levensdroom (1995)
- Iedereen heeft iemand nodig (1998)

### Singles met hitnotering
| Single met hitnotering(en) in de Vlaamse Ultratop 50 | Datum van verschijnen | Datum van binnenkomst | Hoogste positie | Aantal weken | Opmerkingen                |
| ---------------------------------------------------- | --------------------- | --------------------- | --------------- | ------------ | -------------------------- |
| Meisje van hierboven                                 | 1994                  | 10-09-1994            | 49              | 1            | Nr. 7 in de Vlaamse Top 10 |
| Niemand zoals jij                                    | 1995                  | 28-10-1995            | 29              | 8            | Nr. 9 in de Vlaamse Top 10 |
| Ik ben weg van jou                                   | 1996                  | 24-02-1996            | 50              | 1            |                            |
| Zonder woorden                                       | 1996                  | 10-08-1996            | 24              | 13           | Nr. 6 in de Vlaamse Top 10 |
| Geef je over                                         | 1997                  | 23-08-1997            | tip11           | -            |                            |
| Iedereen heeft iemand nodig                          | 1998                  | 25-07-1998            | tip8            | -            | Nr. 5 in de Vlaamse Top 10 |
| Ik wil jou                                           | 1998                  | 09-01-1999            | tip14           | -            |                            |

### Overige singles
- Wie kan me zeggen (1992)
- Desirée (1993)
- Ik ben verliefd op jou (1994) (Nr. 9 in de Vlaamse Top 10)
- Meer dan sympathie (1994)
- Hou jij van mij (1995)
- Hey Harley (1995)
- Jij bent van mij (1997)
- Vergeef me (1999)
- California (1999)
- Gelukkig samen (2004) (met Ann Van den Broeck)